# Richard Rössler (Musiker)
Richard Rössler, auch Roessler oder Rößler (* 14. November 1880 in Riga; † 23. Juni 1962 in Berlin) war ein deutsch-baltischer Pianist, Organist, Komponist und Musikpädagoge (Hochschulprofessor). Er heiratete 1910 die Pianistin Dora Charlotte Mayer (1887–1951), eine württembergische Pfarrerstochter, die in Berlin bei Ernst von Dohnányi und Max Bruch studiert hatte. Das Ehepaar hatte drei Kinder. 

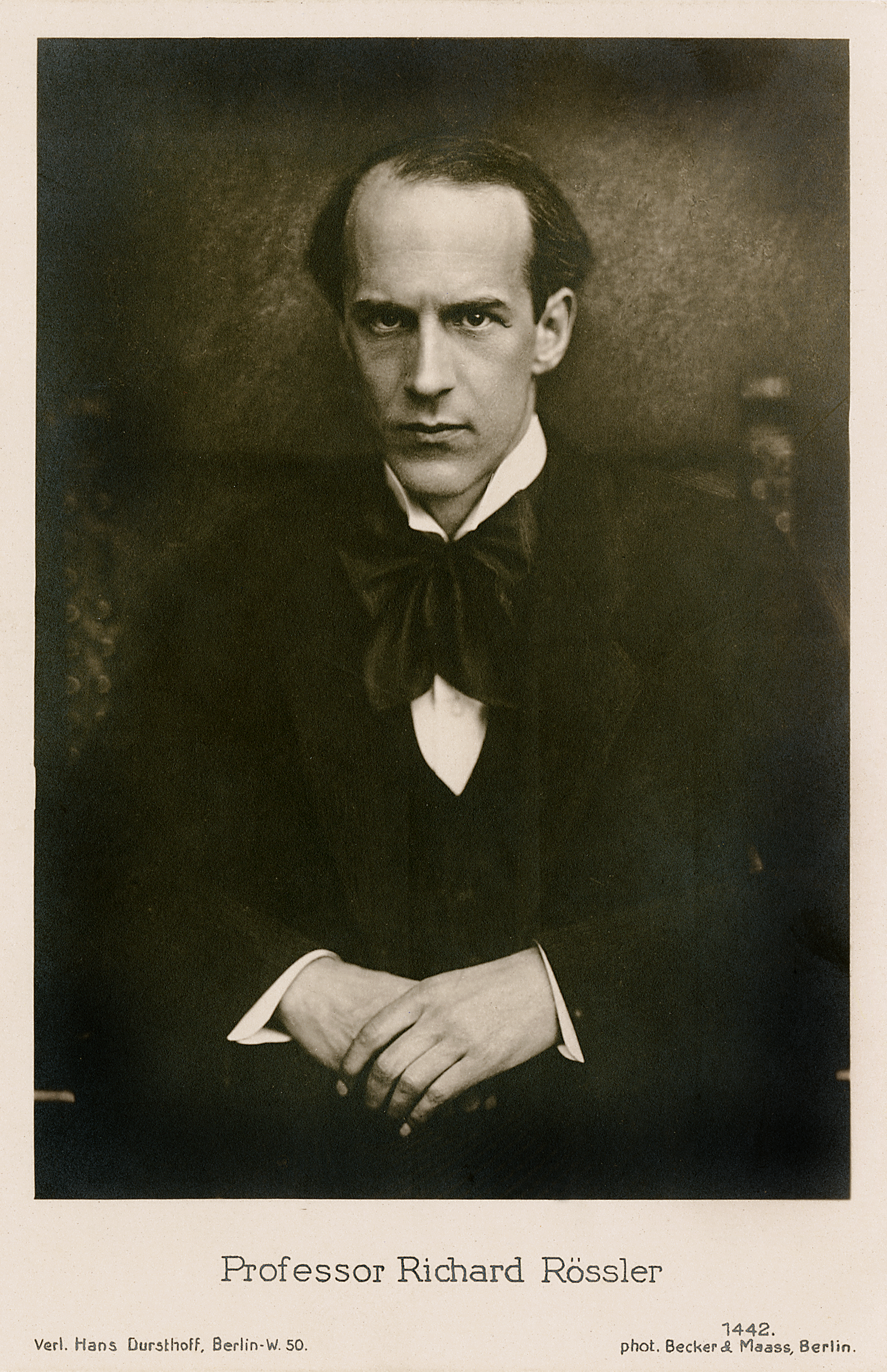
Richard Roessler

## Leben
Richard Rössler war ein Sohn des sudetendeutschen Kapellmeisters Roman Rössler (1853–1889) aus Gablonz und der Baltendeutschen Anna Gertrud geb. Schweinfurth (1853–1927). Die Familie lebte von 1886 bis 1889 in Polen. Nach der Rückkehr nach Riga besuchte Rössler bis zum Abitur 1897 die dortige Stadt-Realschule. Seine musikalische Ausbildung erhielt er ab 1892 an der „Schule der Tonkunst“ in Riga, die er 1897 mit dem Diplom abschloss. (Sein Lehrer im Klavierspiel war der Leschetitzky-Schüler Bror Möllersten.) Von 1897 bis 1901 studierte er an der Königlichen Hochschule für Musik in Berlin Komposition bei Max Bruch (1838–1920) sowie Klavier bei Heinrich Barth (1847–1922) und Ernst Rudorff (1840–1916).
1900 erhielt er von der Mendelssohn-Gesellschaft, deren Vorsitzender Joseph Joachim (1831–1907) war, den Mendelssohn-Preis für Komposition. Noch im selben Jahr wurde er von Joachim an die Hochschule für Musik als Klavierlehrer verpflichtet; 1904 auch als Korrepetitor und 1907 als Theorielehrer. Von 1910 bis 1953 war Rössler Hauptfachlehrer für Klavier (ab 1918 als Professor und später langjähriger Leiter der Klavierklassen). 1929/30 war er Prüfungsbeauftragter am Berggrünschen Konservatorium in Kairo. 1932 war er als Juror deutscher Vertreter beim zweiten, 1937 (zusammen mit Wilhelm Backhaus und Alfred Hoehn) beim dritten Internationalen Chopin-Wettbewerb in Warschau.
Als Pianist war Rössler besonders als Bach-Interpret bekannt. Er trug in den 1930er Jahren das gesamte Wohltemperierte Klavier von J. S. Bach an drei Klavierabenden auswendig vor. In Berliner Pressestimmen seiner Bachabende von 1929 und 1930 wurde er als eine „vornehme, abgeklärte, aller überflüssigen Äußerlichkeit abholde Persönlichkeit“ charakterisiert, und es wurden ihm neben „außerordentlichem Können“ und „vollendeter Technik“ eine „vorbildliche Klarheit und ein unbestechlicher Sinn für das Maß des Ausdrucks“ sowie „vorbildliche Einfachheit und Selbstverständlichkeit, die das Wesen der ganz großen Kunst sind“, bescheinigt.
Neben seiner umfangreichen, ein weites Repertoire umfassenden solistischen Tätigkeit trat Rössler auch mit namhaften zeitgenössischen Musikern auf. So konzertierte er über Jahrzehnte hinweg mit dem Geiger Karl Klingler, mit dem er auch freundschaftlich verbunden war und dem er mehrere seiner Kompositionen gewidmet hatte. Zusammen mit seiner Frau Dora bildete Rössler ein Klavierduo, für welche Besetzung er auch zwei umfangreiche Werke (s. „Gedruckte Werke“) komponiert hatte.
Zu seinen Klavierschülern zählten später bekannte Künstler wie Andre Asriel, Max Baumann, Erwin Bodky, Henri Gagnebin, Peter Gellhorn, Beate Goldstein-Gumperts, Ludwig Hoffmann, Irma Hofmeister, Herrmann Hoppe, Jan Koetsier, Ferdinand Leitner, Boris Lysenko, Dr. Hans Joachim Moser, Helmut Roloff, Anneliese Schier-Tiessen, Siegfried Schubert-Weber, Ignaz Strasfogel, Volker Wangenheim, Kurt Weill, Gerhard Wilhelm, Ernestine Wolossowa und Ingeborg Wunder.
Als Komponist schrieb Rössler hauptsächlich Werke für Klavier (1 und 2 Klaviere), Klavier-Kammermusik (Duos, Trios, 1 Quintett, 1 Sextett für Violine, Viola, Cello, Clarinette, Horn und Klavier), Lieder und Orgelwerke; außerdem 1 Streichquintett (2 Violinen, 2 Bratschen, Cello), 2 Klavierkonzerte, Orchesterwerke (u. a. 14 Variationen und Fuge über ein Originalthema für 40 Stimmen; 1 Serenade), 4 geistliche Chöre („Klagelieder Jeremiae“). Daneben trat er auch als Herausgeber (Klavierwerke von J. N. Hummel, „Collection Litolff“) und Bearbeiter („Perpetuum mobile“ von Franz Ries für 2 Klaviere) in Erscheinung. Stilistisch war er der musikästhetischen Tradition des Brahms-Joachim-Kreises verpflichtet: „ein vortrefflicher Kammermusikkomponist der Brahms’schen Richtung“. Aber „es finden sich auch musikantische Anklänge an slawische Musik böhmischer wie polnischer Art“.
Sein kompositorisches Werk entstand hauptsächlich bis 1920. „Später komponierte er fast nur noch Gelegenheitswerke für den kleineren Kreis.“ Seit 2012 liegen neu eingespielt vor: „Trio As-Dur für Klavier, Violine und Violoncello“, „Sonate G-Dur für Violine und Klavier“ (op. 20), „Romanze B-Dur für Violine und Klavier“ (op. 2), „Romanze Es-Dur für Violine und Klavier“ sowie „Albumblättchen für kleine Tochter, G-Dur“.
Richard Rössler wurde 1953 mit dem Bundesverdienstkreuz ausgezeichnet. Er starb 1962 im Alter von 81 Jahren in Berlin. Sein Grab befindet sich auf dem Friedhof Zehlendorf.

## Werke (Auswahl)
- Zwei Lieder (Das alte Lied; Flieder), op. 7 (Berlin 1901, Tessaro-Verlag)
- Trio As-Dur für Clavier, Violine und Violoncello (Berlin 1905, Ries und Erler)
- Sonate E-Dur für Flöte und Klavier, op. 15 (Leipzig/Berlin 1907, Verlag Julius Heinrich Zimmermann)
- Suite d-Moll für Flöte und Klavier, op. 16 (Leipzig/Berlin 1907, Julius Heinrich Zimmermann)
- Passacaglia g-Moll für Orgel (Berlin 1908, Ries und Erler)
- Phantasie d-Moll für Orgel (Leipzig 1908, Verlag Breitkopf und Härtel)
- Fantasie e-Moll für Orgel (Berlin o. J., Ries und Erler)
- Vier Lieder für eine Singstimme mit Clavierbegleitung, op. 18 (Berlin 1908, Ries und Erler)
- Sonate G-Dur für Violine und Klavier, op. 20 (Berlin / New York 1910, Verlage Albert Stahl, G. Schirmer)
- Sonate für zwei Klaviere zu 4 Händen, op. 22 (Berlin/Leipzig 1912, Verlag N. Simrock)
- Vier kleine Klavierstücke, op. 23 (Leipzig/Berlin 1912, Julius Heinrich Zimmermann)
- Walzer für das Pianoforte (G-Dur; Es-Dur), op. 24 (Berlin 1912, Ries und Erler)
- Zwei Impromptus für das Pianoforte, op. 27 (Berlin o. J., Ries und Erler)
- Variationen As-Dur über das Volkslied „Ach, wie ist’s möglich dann“ für zwei Klaviere, op. 29 (Berlin 1920, Ries und Erler)
- Vier geistliche Chöre (Klagelieder Jeremiae) für gemischten Chor, op. 26 (Berlin 1914, Edition Bote und Bock)
- Variationen a-Moll über ein eigenes Thema für das Pianoforte, op. 30 (Berlin 1919, Ries und Erler)
- Sonate A-Dur für Violoncello und Klavier (Berlin 1943, Ries und Erler)